# Stadsdelen van Luxemburg
De Stadsdelen van Luxemburg (Luxemburgs: Quartierën, Frans: Quartiers, Duits: Stadtvierteln) zijn de onderste bestuurslaag in Luxemburg, de hoofdstad van het Groothertogdom.
Er zijn 24 stadsdelen die het gehele gebied van de gemeente beslaan. De stadsdelen zijn:

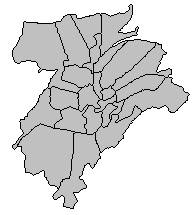
De 24 stadsdelen variëren sterk in grootte, een resultaat van willekeurige uitbreidingen van de stad doorheen de tijd.

- Beggen
- Belair
- Bonnevoie Nord-Verlorenkost
- Bonnevoie Sud
- Cents
- Cessange
- Clausen
- Dommeldange
- Eich
- Gare
- Gasperich
- Grund
- Hamm
- Hollerich
- Kirchberg
- Limpertsberg
- Merl
- Muhlenbach
- Neudorf-Weimershof
- Pfaffenthal
- Pulvermühl
- Rollingergrund-Belair Nord
- Ville-Haute (Bovenstad, centrum)
- Weimerskirch

Beggen · Belair · Bonnevoie-Nord-Verlorenkost · Bonnevoie-Sud · Cents · Cessange · Clausen · Dommeldange · Eich · Gare · Gasperich · Grund · Hamm · Hollerich · Kirchberg · Limpertsberg · Merl · Muhlenbach · Neudorf-Weimershof · Pfaffenthal · Pulvermühl · Rollingergrund-Belair Nord · Ville-Haute (Bovenstad, centrum) · Weimerskirch